# سرخو چشم‌درشت
سرخو چشم‌درشت از ماهیان در خانواده سرخوماهیان (Lutjanidae) است.
اندازه : حداکثر اندازه بدن به ۳۰ سانتیمتر و به‌طور متوسط تا ۲۰ سانتیمتر می‌رسد.
مشخصات : بدن کشیده و دهان دارای چند ردیف دندان بر روی هر دو فک می‌باشد، ردیفهای فلس بالای خط جانبی مایل و در پائین آن افقی است. باله پشتی دارای ۱۱ شعاع سخت و ۱۲ شعاع نرم، باله مخرجی دارای ۳ شعاع سخت و ۸ شعاع نرم می‌باشد. رنگ بدن زرد یا قهوه‌ای روشن، با یک نوار زرد تیره از ابتدا تا انتهای بدن می‌باشد.
زیست‌شناسی : در آبهای ساحلی تا عمق ۸۰ متری در مناطق سنگی و صخره‌ای مرجانی زیست می‌کند، تغذیه آنها از بی مهرگان کفزی و ماهیها صورت می‌گیرد.
وسایل صید: ترال کف، قلاب دستی و گرگور.